# ايزوهنت
إيزوهنت هو دليل لملفات تورنت مع أكثر من 1.7 مليون  ملف في قاعدة بياناته و20 مليون نظير من الملفات المفهرسة.  مع 7.4 مليون زائر منذ أيار / مايو 2006 إيزوهنت هو واحد من المحركات الأكثر شعبية لملفات تورنت. الآلاف من الملفات تضاف إليها كل يوم، وكذلك تحذف. مستخدمي إيزوهنت يقومون بأداء أكثر من 40 مليون عملية بحث فريدة من نوعها في الشهر. يوم 19 أكتوبر 2008، عبر إيزوهنت علامة بيتابايت الأولى للملفات المفهرسة على الصعيد العالمي. إيزوهنت هو ثالث موقع تورنت شعبية اعتبارا من عام 2008.

## التاريخ
ايزوهنت تأسست في يناير 2003 عن طريق الكندي، غاري فونغ. اسمها مشتق من آي إس أو ايمج وتستخدم لوصف نسخة 1:1 لينة من قرص مضغوط أو دي في دي.
في 23 فبراير، 2006، اصدرت إم بي أي أي بيانا صحفيا أعلنت فيه أنها تتهم ايزوهنت بانتهاك حقوق النشر. وبعد ذلك بعام، يناير 16، 2007 ايزوهنت صارت خارج الخدمة قائلة "المحامين من مقدمي خدمات الإنترنت قرروا سحب الخدمة دون أي إشعار مسبق."
بعد ترقية الأجهزة الرئيسية  استؤنفت العمل في الموقع من 22 يناير 2007 على الرغم من أنi واجه عدة فترات من المشاكل والاعطال بسبب تغيير الخادم.
تم اغلاق الموقع رسميا في أكتوبر 2013 , وبقي شعار الموقع : Share Not Steal

## الشكل القانونى

### المراسلة مَع إم بي أي أي
رسائل مختارة من مراسلات البريد الإلكتروني بين غاري فونغ و إم بي أي أي قد نشرت على isoHunt.com 

### دعوى قضائية
في شباط / فبراير عام 2006 أعلن أن إم بي أي أي قد بدأت إجراءات قانونية ضد ايزوهنت تورنت بوكس، تورنت سباى ‏، اى دى 2 كى-ايت، وعدد آخر من مواقع تورنت أو مواقع مقتفي، مدعية أن هذه المواقع تسهل التعدي على حق المؤلف. 28 شباط / فبراير 2006، أقامت الدعوى ضد غاري فونغ في محكمة منطقة جنوب نيويورك. فونغ يقف لمعارضة موقع إم بي أي أي على أسس قانونية. في 18 أغسطس، 2006، ومنح القاضي ستانتون على اقتراح لنقل القضية من نيويورك إلى كاليفورنيا على أساس ان حالات مماثلة سبق أن قدمت في المحكمة الجزئية في وسط كاليفورنيا.
اعتبارا من يونيو 2008، كانت القضية لا تخضع لملخص الحكم والتحضير للمحاكمة